# سارا لافلئور
سارا لافلئور (انگلیسی: Sarah Lafleur؛ زادهٔ ) یک هنرپیشه اهل کانادا است.